# Robert Fludd
Robert Fludd, známý též jako Robertus de Fluctibus, (17. ledna 1574 Bearsted – 8. září 1637 Londýn) byl lékař, alchymista a zastánce rosekruciánství.

## Životopis
Studoval na St. John's College v Oxfordu, kde se stal v r. 1596 bakalářem a o dva roky později magistrem svobodných umění (magister artium). Potom byl na zkušené ve Francii, Německu, Španělsku a Itálii. Po návratu z cest se imatrikuloval na Christ Church College v Oxfordu a roku 1605 byl promován na doktora medicíny. V roce 1609 se stal členem londýnské Royal College of Physicians. V Londýně měl úspěšnou praxi a založil alchymistické laboratorium. Ve svých encyklopedických, pozoruhodně ilustrovaných dílech spojuje alchymii s astrologií, hermetismem, kabalou, rosenkruciánstvím, ale i s lékařstvím a experimentální přírodovědou.
V kontroverzích, které nastaly po uveřejnění rosenkruciánských manifestů (1614/1615), se Fludd postavil jednoznačně za rosenkruciány, jež považoval za pravé reformované křesťany a jejichž program duchovní obnovy byl podle něj analogický alchymickému Opus magnum.